# Индраджайяварман
Шри Индраджайяварман (кхмер. ឝ្រីន្ទ្រជយវម៌្ម) — правитель Кхмерской империи (1308—1327).

## Биография
Родственник Индравармана III.
Ничем примечательным его правление не ознаменовалось, известно лишь, что при его правлении был построен последний индуистский храм, последний храм Ангкора — Мангалартха (названный в честь построившей его семьи брахманов.
Его преемник Джаяварман IX Парамешвара был последним императором Ангкора.